# Frances Lee McCain
Pour les articles homonymes, voir McCain.
Frances Lee McCain est une actrice américaine née le 28 juillet 1944 à York, Pennsylvanie (États-Unis).

## Biographie
Elle est surtout connue pour avoir joué dans pas mal de films devenus des classiques avec le temps  (Retour vers le futur, Gremlins, Scream, Footloose, Stand by Me etc)

## Filmographie
- 1973 : Le Flic ricanant (The Laughing Policeman) : Prostitute
- 1974 : Apple's Way (en) (série télévisée) : Barbara Apple
- 1976 : The War Widow (en) (TV) : Jenny
- 1977 : Secrets (TV) : Dr Lee
- 1977 : Intrigues à la Maison Blanche (Washington: Behind Closed Doors) (feuilleton TV) : Paula Stoner Gardiner
- 1977 : The Trial of Lee Harvey Oswald (en) (TV) : Jan Holder
- 1978 : Ziegfeld: The Man and His Women (en) (TV) : Martha
- 1979 : 13 Queens Boulevard (série télévisée) : Lois
- 1979 : Real Life : Jeannette Yeager
- 1979 : No Other Love (TV) : Pat Hollister
- 1980 : Portrait of a Rebel: The Remarkable Mrs. Sanger (TV) : Ethel
- 1981 : Honky Tonk Freeway de John Schlesinger : Claire Calo
- 1981 : All the Way Home (TV) : Sally
- 1982 : Marian Rose White (TV) : Brenda Moore
- 1982 : Tex : Mrs. Johnson
- 1982 : Two of a Kind (TV) : Nurse Mary
- 1984 : Single Bars, Single Women (TV) : Patti
- 1984 : Footloose : Ethel McCormack
- 1984 : All the Kids Do It (TV) : Mother
- 1984 : Gremlins : Lynn Peltzer
- 1985 : First Steps (TV) : Louise Davis
- 1985 : The Rape of Richard Beck (TV) : Caroline Beck
- 1985 : Retour vers le futur (Back to the Future) : Stella Baines
- 1986 : A Fighting Choice (en) (TV) : Virginia Hagan
- 1986 : Stand by me - Compte sur moi (Stand by Me) : Mrs. Lachance
- 1986 : Meurtre en trois actes (Murder in Three Acts) (TV) : Miss Milray
- 1986 : Plus fort que la nuit (Can You Feel Me Dancing?) (TV) : Joan Nichols
- 1987 : At Mother's Request (TV) : Louise
- 1987 : Les Tueurs de l'autoroute (Police Story: The Freeway Killings) (TV)
- 1988 : Le prix de la vérité (Scandal in a Small Town) (TV)
- 1988 : It Takes Two : Joyce Rogers
- 1988 : Leap of Faith (TV) : Susan
- 1990 : Le Visage de l'oubli (The Lookalike) (TV) : Dr Stamos
- 1993 : Un meurtre si doux (Poisoned by Love: The Kern County Murders) (TV) : Bea Emory
- 1993 : 72 heures en enfer (Firestorm: 72 Hours in Oakland) (TV) : Flo
- 1993 : Amours à hauts risques (Dying to Love You) (TV) : Sue Graham
- 1993 : Mystères à Santa Rita ("Second Chances") (série télévisée) : Felicity Cook (1993-1994)
- 1994 : Ray Alexander: A Taste for Justice (TV) : Mrs. Maxwell
- 1996 : Scream : Mrs. Riley
- 1998 : Docteur Patch (Patch Adams) : Judy
- 1999 : Jugé coupable (True Crime) de Clint Eastwood : Mrs. Lowenstein
- 2003 : The Law and Mr. Lee (TV) : Mrs. Nachman
- 2003 : No Return : Mother
- 2018 : Ideal Home d'Andrew Fleming : Doris